# The Dark Prophecy
The Dark Prophecy (traduzido no Brasil como A Profecia das Sombras e em Portugal como A Profecia Negra) é um romance de fantasia inspirado na mitologia greco-romana escrito por Rick Riordan. É o segundo livro da série As Provações de Apolo, segundo spin-off de Percy Jackson & the Olympians. Foi lançado nos Estados Unidos e no Brasil em 2 de maio de 2017.
Nesta história, Apolo, transformado em humano por Zeus e com o nome Lester Papadopoulos, juntamente com Leo Valdez e Calipso, continua sua missão de recuperar os cinco oráculos da Grécia Antiga posse de Nero e seus amigos imperadores para obter o perdão de seu pai. Desta vez, os três vão para Indianápolis para recuperar a Caverna de Trofônio.

## Sinopse
''Não basta ter perdido os poderes divinos e ter sido enviado para a terra na forma de um adolescente espinhento, rechonchudo e desajeitado. Não basta ter sido humilhado e ter virado servo de uma semideusa maltrapilha e desbocada. Nããão. Para voltar ao Olimpo, Apolo terá que passar por algumas provações. A primeira já foi: livrar o oráculo do Bosque de Dodona das garras de Nero, um dos membros do triunvirato do mal que planeja destruir todos os oráculos existentes para controlar o futuro. Em sua mais nova missão, o ex-deus do Sol, da música, da poesia e da paquera precisa localizar e libertar o próximo oráculo da lista: uma caverna assustadora que pode ajudar Apolo a recuperar sua divindade — isso se não matá-lo ou deixá-lo completamente louco. Para piorar ainda mais a história, entra em cena um imperador romano fascinado por espetáculos cruéis e sanguinários, um vilão que até Nero teme e que Apolo conhece muito bem. Bem demais. Nessa nova aventura eletrizante, hilária e recheada de péssimos haicais, o ex-imortal contará com a ajuda de Leo Valdez e de alguns aliados inesperados — alguns velhos conhecidos, outros nem tanto, mas todos com a mesma certeza: é impossível não amar Apolo.''